# Фрегаты типа «Могами»
Фрегаты типа «Могами» (также известные как 30FFM, 30FF, 30DX или 30DEX) — серия многоцелевых фрегатов Морских сил самообороны Японии. 
По состоянию на январь 2025 года шесть фрегатов было введено в строй, ещё четыре были спущены и проходили испытания.

## Разработка
В 2015 году в японском оборонном бюджете были выделены средства на изучение строительства нового «компактного эсминца с дополнительными многофункциональными возможностями», а также новой радиолокационной системы для эсминца. В том же году компания Mitsubishi Heavy Industries (MHI) представила первую концептуальную модель фрегата (30FF), которую она разрабатывала в инициативном порядке.
В августе 2017 года Агентство по закупкам, технологиям и логистике (ATLA) выбрало MHI и Mitsui Engineering and Shipbuilding в качестве генерального подрядчика и субподрядчика для строительства фрегата. Кроме того, агентство выбрало совершенно новый дизайн судна (30DX). Новый корабль призван заменить эсминцы типа «Асагири» и фрегаты типа «Абукума».
Строительство 30DX началось в 2018 году. Всего к 2032 году планируется построить двадцать две единицы по этому проекту, из которых первые восемь по контракту 2018 года; каждый год должны вводиться в строй по два корабля.

## Конструкция
Общая цель проекта 30DX состоит в том, чтобы создать современный корабль размером с фрегат с возможностями, аналогичными эсминцам типа «Акидзуки», но с уменьшенным экипажем и с вдвое меньшим боезапасом установки вертикального пуска ракет.

### 30FF
Первоначально предполагалось строить модель 30FF. Конструкция 30FF схожа с кораблями типа «Фридом» ВМС США. Его вооружение включало 127-мм/54 орудие Mark 45, два дистанционно управляемых боевых модуля между мостиком и основным орудием, SeaRAM над вертолётным ангаром и вертолёт. Длина этого варианта судна должна была составлять 120 м, максимальная ширина 18 м и водоизмещение — около 3000 т. Проектная максимальная скорость составляла 40 узлов, экипаж — около 100 человек.

### 30DX
Однако в конечном итоге для постройки была выбрана модель 30DX. Конструкция 30DX более консервативна по сравнению с более радикальным подходом 30FF. Три основных отличия конструкции были связаны с необходимостью доступности, миниатюризации/ автоматизации и многоцелевых возможностей. Корабль имеет длину 130 м, ширину 16 м, стандартное водоизмещение 3900 т при полном водоизмещении 5500 т. Максимальная скорость превышает 30 уз. Фрегаты будут оснащены газовой турбиной Rolls-Royce MT30.
Вооружение 30DX включает пушку Mk 45, две дистанционно управляемые боевые станции над мостиком, систему вертикального пуска Mk 41 на 16 ячеек в носовой части, 8 противокорабельных ракет, одну установку SeaRAM, вертолёт SH-60L, торпеды, и пусковые установки пассивных помех. Другая особенность заключается в базировании беспилотных подводных аппаратов (UUV), беспилотных надводных аппаратов (USV) и постановке морских мин с задней аппарели под вертолётной палубой. Ожидается, что 30DX также будет использовать военно-морскую версию зенитной ракеты Type 03 Чусам большой дальности.
Стелс-дизайн обеих моделей основан на опыте исследований и разработки истребителя-невидимки Mitsubishi X-2 Shinshin (тогда: ATD-X), поскольку обе платформы разработаны Mitsubishi Heavy Industries. Наряду с возможностями малозаметности фрегат также имеет высокий уровень автоматизации. Это позволяет фрегату иметь экипаж всего 90 человек, что значительно меньше чем у других кораблей аналогичного размера.

### Автоматизация

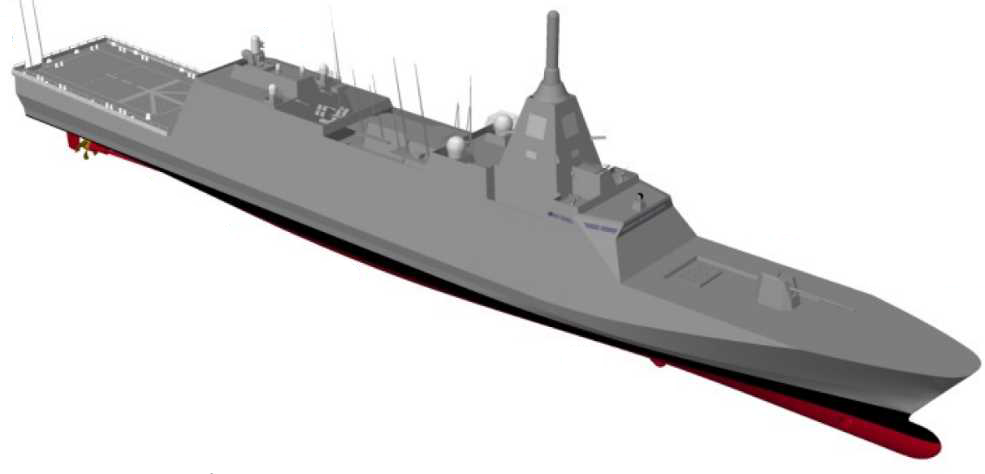
3D-рендеринг фрегата 30DX

На выставке Sea Air Space 2019 компания Mitsubishi Heavy Industries представила свой «усовершенствованный интегрированный CIC» для судна. Согласно отчёту, он объединит рулевую рубку, комнату управления и ситуационной осведомлённости, комнату управления двигателем, а также боевой информационный центр внутри круглого экрана с обзором на 360 градусов. Он может отображать панорамные виды вокруг корабля без слепых зон и использовать технологию дополненной реальности для распознавания отображаемых объектов и навигации.

## Состав серии
| Корпус № | Имя             | Заложен    | Спущён на воду | Введен в эксплуатацию | Строитель          |
| -------- | --------------- | ---------- | -------------- | --------------------- | ------------------ |
| FFM-1    | Фрегат «Могами» | 29.10.2019 | 03.03.2021     | 28.04.2022            | Мицубиси, Нагасаки |
| FFM-2    | Фрегат «Кумано» | 30.10.2019 | 19.11.2020     | 22.03.2022            | Мицуи, Тамано      |
| FFM-3    | Фрегат «Ноширо» | 15.07.2020 | 22.06.2021     | 15.12.2022            | Мицубиси, Нагасаки |
| FFM-4    | Фрегат «Микума» | 15.07.2020 | 10.12.2021     | 07.03.2023            | Мицубиси, Нагасаки |
| FFM-5    | Фрегат «Яхаги»  | 24.06.2021 | 23.06.2022     | 21.05.2024            | Мицубиси, Нагасаки |
| FFM-6    | Фрегат «Агано»  | 24.06.2021 | 21.12.2022     | 20.06.2024            | Мицубиси, Нагасаки |
| FFM-7    | Фрегат «Нийодо» | 30.06.2022 | 06.2023        | 12.2024 (план)        | Мицубиси, Нагасаки |
| FFM-8    | Фрегат «Юбецу»  | 30.08.2022 | 14.11.2023     | 03.2025 (план)        | Мицубиси, Тамано   |
| FFM-9    | Фрегат «Натори» | 6.07.2023  | 24.06.2024     | 03.2026 (план)        | Мицубиси, Нагасаки |
| FFM-10   | Фрегат «Нагара» | 6.07.2023  | 19.12.2024     | 03.2026 (план)        | Мицубиси, Нагасаки |
| FFM-11   |                 |            |                |                       |                    |
| FFM-12   |                 |            |                |                       |                    |

## Экспорт
Оба проекта фрегата были представлены на четырёх военно-морских выставках для привлечения потенциальных экспортных клиентов. 30FF был показан на выставке PACIFIC 2015 в качестве претендента на участие в программе противолодочных фрегатов SEA5000 ВМС Австралии, а затем демонстрировался на выставке Sea Air Space 2017. 30DX был показан на выставках Sea Air Space 2018, 2019 и Euronaval 2018.
Япония планирует экспортировать четыре фрегата в Индонезию, и ещё четыре будут построены в Индонезии по контракту на 300 млрд йен. В марте 2021 года Япония и Индонезия подписали соглашение о военном сотрудничестве.